# Siface re di Numidia
Siface re di Numidia (auch: Siface oder Viriate) ist ein Opern-Libretto in drei Akten von Pietro Metastasio. Es handelt sich um eine Bearbeitung von La forza della virtù von Domenico David und ist Metastasios erste Arbeit als Opernlibrettist. Erstmals aufgeführt wurde es in der Vertonung von Francesco Feo am 13. Mai 1723 im Teatro San Bartolomeo, Neapel.

## Handlung
Die Oper handelt vom numidischen König Siface, der eine Vernunftehe mit der lusitanischen Prinzessin Viriate plant, sich aber dann in Ismene verliebt. Er versucht nun, Viriate durch eine Intrige wieder loszuwerden.

„SYphax König der Numidier, dessen Macht und unglückliches Verhengniß der Römische Geschicht-Schreiber Titus Livius Lib. 28. 29. 30 auffgezeichnet, begehrte die Viriate, Printzeßin des Königes der Lusitanier, um den alten Hass gäntzlich zu vertilgen, und einen beständigen Frieden zu stifften, zur Gemahlin und Königin. Doch geschahe dieses mehr aus Staats-Ursachen, als aus wahrer Zuneigung, weil er schon mit Ismenen, der Tochter eines seiner vornehmsten Vasallen, in einem geheimen Liebes-Verständniß lebete. Viriate langete in Rusconia, der Haupt-Stadt Numidiens, an; fand aber an statt eines Bräutigams, den grausamsten Tyrannen, welcher sie, um sich ihrer Vermählung zu entschlagen, einer schändlichen Verrätherei, doch fälschlich, beschuldigte. Allein der Betrug ward offenbar, und die Grausamkeit des Barbaren, durch das großmütige Hertz der Viriaten besieget, so, daß er sie zuletzt seines Thrones und Ehe-Bettes würdig schätzte. Wie solches in dem Singe-Spiele selbst, in vielen angenehmen Verwickelungen, worzu die Untreue des Syphax, die Beständigkeit der Viriate, der Ehrgeitz der Ismenen, und das großmütige Bezeigen des Orcan, Anlaß geben, mit mehrerem zu ersehen.
Der Schau-Platz ist Rusconia, die Haupt-Stadt Numidiens.“

Die folgende Inhaltsangabe basiert auf der deutschen Übersetzung des Librettos von Johann Philipp Praetorius, die 1727 in Hamburg mit Arien von Nicola Antonio Porpora und Rezitativen von Georg Philipp Telemann aufgeführt wurde.

### Erster Akt
Außenseite der Stadtmauer von Rusconia mit einem Tor an einer Seite, an der anderen Seite der Palast Orcanos, im Hintergrund ein Hafen
Der numidische König Siface, sein General Erminio und der numidische Edelmann Orcano erwarten die Ankunft von Sifaces Braut Viriate, einer lusitanischen Prinzessin. Es handelt sich um eine politische Ehe, die den Friedensschluss zwischen den beiden Völkern bekräftigen soll. Trompeten erklingen, die Galeere landet an, und Viriate tritt in Begleitung von Sifaces Vertrautem Libanio an Land. Sie werden vom Volk willkommen geheißen und kurz von Siface, Orcano und Erminio begrüßt. Viriate ist jedoch leicht gekränkt, als Siface sie umgehend mit Libanio und Orcano zu seiner Burg nach Cirta schickt, ohne sich weiter um sie zu kümmern. Anschließend gesteht Siface Erminio, dass er sich inzwischen in Orcanos Tochter Ismene verliebt habe, die gerade jetzt auf ihn warte. Da auch Erminio in Ismene verliebt ist, gerät er in einen Gewissenskonflikt zwischen seiner Treue zum König und seiner Liebe zu ihr.
Angenehme Gegend in der Nähe des königlichen Palasts
Siface trifft sich mit seiner Geliebten Ismene. Wegen seiner Verlobung möchte sie die Beziehung beenden. Siface erklärt jedoch, dass er nur sie liebe und verspricht er ihr schließlich, sie noch am selben Tag zu heiraten und zu krönen. Nachdem er gegangen ist, kommt Erminio zu ihr und klagt darüber, dass sie ihn verlassen habe. Obwohl sie sich nicht umstimmen lässt, beschließt er, ihr treu zu bleiben.
Königliches Kabinett mit Stühlen
Viriate wirft Orcano vor, dass Siface seine Tochter Ismene heiraten will. Sie glaubt, er wolle dadurch seine eigene Macht vergrößern. Orcano streitet dies ab und geht. Nun kommt Libanio, der im Auftrag Sifaces nach Schwachpunkten in Viriates Verhalten suchen soll. Um sie zu einer unüberlegten Handlung zu bewegen, behauptet er, in sie verliebt zu sein. Viriate geht jedoch nicht darauf ein.
Ismene freut sich auf ihre Zukunft als Königin. Sie hat aber auch Mitleid mit ihrem früheren Geliebten Erminio. Als ihr Vater Orcano sie im Palast findet, erzählt sie ihm von ihrem Verhältnis mit dem König. Er wird wütend und wirft ihr vor, ehrlos zu handeln. Zur Strafe und Belehrung will er sie zu den Skythen in die Verbannung schicken. Als sie sich weigert, zieht er seinen Degen, um sie zu töten. In diesem Moment kommt jedoch Viriate hinzu und greift ein. Da Orcano sie bereits als seine Königin betrachtet, übergibt ihr den Degen und bittet sie, ihn als Strafe für die Ehrlosigkeit seiner Tochter zu töten. Viriate versucht vergeblich, ihn zu besänftigen. Nachdem er gegangen ist, versucht Viriate mit Ismene ins Gespräch zu kommen. Sie möchte Ismene dazu bringen, den Palast freiwillig zu verlassen und sagt ihr, dass Siface lediglich ihre Liebe genießen, aber sie nie heiraten wurde. Schließlich kommt es zum Streit, und auch dem hinzukommenden Siface gelingt es nicht, sie zu beruhigen. Beide werfen ihm Untreue vor.

### Zweiter Akt
Prachtvoller Säulengang
Libanio berichtet Siface, dass es ihm nicht gelungen ist, Viriates Tugend anzugreifen. Siface befiehlt daraufhin, sie in den Kerker zu werfen. Um das vor dem Volk zu rechtfertigen, hat er vor, Beweise für ihre Untreue zu fälschen und Ismenes Verehrer Erminio ebenfalls zu opfern. Libanio geht, um Viriate zu verhaften. Um Ismene zu besänftigen, weiht Siface sie in den Plan ein.
Orcano ist immer noch zornig auf seine Tochter und bedroht sie mit dem Degen. Siface schützt sie jedoch, und Ismene entfernt sich. Anschließend versichert Siface Orcano, dass er Ismene heiraten wolle und Viriate ihn verraten habe. Zum Beweis zeigt er ihm einen gefälschten Brief Viriates an Erminio. Darin schreibt diese von ihrer Liebe und ihrem gemeinsamen Plan, Siface zu ermorden. Insgeheim zweifelt Orcano an der Echtheit des Briefs.
Libanio lässt Viriate gefangen nehmen. Erminio versucht sie zu befreien, wird jedoch ebenfalls gefangen genommen. Ismene verspricht Viriate, ihren Einfluss beim König geltend zu machen, um sie zu befreien, aber Viriate glaubt ihr nicht. Nachdem Viriate von Libanio abgeführt wurde, versichert Ismene Erminio, dass sie ihn wirklich geliebt habe, ihr aber die Krone wichtiger sei. Auch Erminio wird abgeführt.
Großer Gerichtssaal; auf der einen Seite ein prächtiger königlicher Thron, davor ein Tisch mit einem Stuhl
Libanio berichtet Siface, dass er vergeblich versucht habe, Viriates Diener zu einer Aussage gegen sie zu bringen und diesen daher getötet habe. Er geht, um die Gefangenen zu holen. Siface beschließt, diesen Mord Erminio anzuhängen. Orcano kommt hinzu und geht zum Schein auf Sifaces Lügen ein. In der folgenden Verhandlung soll er das Richteramt übernehmen. Viriate und Erminio werden nun von Libanio hereingeführt, und Orcano liest als Beweis der Anklage den gefälschten Brief vor. Viriate weigert sich, auf diese Lügen zu antworten und verteidigt sich nicht. Erminio jedoch fragt nach der Herkunft des Briefes. Siface antwortet, er habe ihn von Viriates Diener. Dieser habe den Verrat aufgedeckt und sei anschließend von Erminio ermordet worden. Orcano spricht nun das Urteil. Weil er Sifaces Lügen durchschaut hat, verkündet er, dass der Verräter sterben müsse, nennt jedoch keinen Namen. Siface ist bereit, Viriate zu begnadigen, sofern sie ihre Schuld anerkennt und das Land verlässt. Da Viriate dies ablehnt, wird sie wieder abgeführt. Siface verlangt nun ein Geständnis von Erminio. Doch dieser gesteht lediglich, Ismene zu lieben und versichert Siface, dass Ismene ihn lediglich wegen der Krone heiraten wolle, er selbst aber weiterhin ihr Herz besitze. Siface verlässt wütend den Saal. Erminio wirft Orcano vor, Sifaces Machenschaften zu unterstützen. Dieser erklärt ihm aber, nur zum Schein gehandelt zu haben, um ihn und Viriate zu schützen.

### Dritter Akt
Vergitterte Gefängniszelle mit einer Tür; darin große Steine zum Sitzen und Schreiben
Libanio bringt Viriate einen Becher mit Gift und einen Dolch und fordert sie auf, die Art ihres Todes zu wählen. Sie entscheidet sich für das Gift, wünscht aber, zuvor noch ihrem Vater einen Brief schreiben zu können. Siface beobachtet sie heimlich beim Schreiben. Weil er einen Verrat seiner Taten befürchtet, entreißt er ihr schließlich den Brief. Dieser enthält jedoch lediglich die Bitte an ihren Vater, Siface zu vergeben, wie auch sie ihm bereits vergeben habe. Siface ist gerührt, besteht jedoch weiterhin auf ihrem Tod. Sie wirft den Giftbecher fort und verlangt seinen Degen, um sich damit selbst zu töten. In diesem Moment kommen Erminio und Orcano herein und befreien Viriate. Als sie Siface töten wollen, stellt sich Viriate jedoch schützend vor ihn und schickt die beiden fort. Schließlich gibt sie Siface den Degen zurück und fordert ihn auf, nun das Urteil selbst zu vollstrecken. Siface nimmt ihre Hand und führt sie fort.
Hell beleuchtete und prachtvolle Galerie
Nachdem sie Viriate nicht befreien konnten, beschließen Erminio und Orcano, dem Tyrannen wenigstens Ismene zu entreißen und machen sich auf die Suche nach ihr. Derweil warten Ismene und Libanio auf den König, um die Trauungszeremonie zu vollziehen. Libanio ist völlig verstört und lässt Ismene allein zurück. Nun kommt Erminio und drängt sie, mit ihm zu fliehen, um dem Zorn des Königs zu entgehen. Auch Orcano kommt und meldet, dass Viriate freigelassen wurde und Siface sie nun doch heiraten wolle. Ihre Tugendhaftigkeit habe den König schließlich überzeugt. Er rät seiner Tochter, die Königin anzuerkennen und um Gnade zu bitten. Anschließend könne sie Erminio heiraten. Widerstrebend macht sie sich auf den Weg zu Siface. Erminio ist besorgt, aber Orcano kann ihn damit beruhigen, dass ihre Taten eher Lohn als Strafe verdienen. Als Siface mit der Wache hinzukommt, bitten die beiden ihn um Vergebung. Er dankt ihnen jedoch dafür, seine Ehre gerettet zu haben. Auch Viriate kommt mit ihrem Gefolge und wird vom Chor als königliche Braut gepriesen. Siface bietet ihr den Thron an und bittet sie um Verzeihung für sein vorheriges Verhalten. Nun kommt auch Ismene zurück und fordert Viriate auf, sie zu bestrafen. Diese umarmt sie jedoch als Zeichen der Vergebung. Sie führt Ismene mit ihrem Verehrer Erminio zusammen. Zum Abschluss der Oper wiederholt der Chor seinen Lobgesang auf die neue Königin.

## Geschichte
Metastasio schrieb diese Bearbeitung von Domenico Davids La forza della virtù ein Jahr vor seinem ersten eigenen Libretto Didone abbandonata. Er zählte es nicht zu seinen eigentlichen Werken. Die Vorlage handelte von der historischen Gestalt des kastilischen Königs Peter I. der Grausame, der Mitte des 14. Jahrhunderts lebte und dessen Lebensgeschichte Bartolomeo de Rogatis im vierten Buch des fünften Bandes seiner Historia della perdita e reaquisto dell Spagna accupata da Mori (Von dem Verlust des Königreichs Spanien und dessen Wieder-Eroberung aus denen Händen der Mohren) beschrieben hatte. Peter wurde 1353 zur Hochzeit mit Blanche, der Tochter des Herzogs Pierre I. de Bourbon, gezwungen, um eine Allianz mit Frankreich gegen England zu festigen. Er liebte jedoch María de Padilla und ließ Blanche unmittelbar nach der Hochzeit verhaften. María blieb bis zu ihrem Tod 1361 seine Geliebte. Bereits David änderte die historischen Namen. Metastasio änderte sie erneut und verlegte die Handlung nach Numidien. Außerdem reduzierte er die Anzahl der Charaktere und straffte die Handlung. Der emotionale Ausdruck wurde im Vergleich zur Vorlage zurückgenommen. Insbesondere liegt der Schwerpunkt von Viriates Motivation bei Metastasio mehr auf der Tugendhaftigkeit als bei David. Durch die Verwendung des Charakters Siface (Syphax) schuf Metastasio eine Verbindung zu den damals beliebten Sophonisbe-Dramen, die auf verschiedenen klassischen Berichten beruhten und meist ebenfalls von außerehelicher Liebe und einem Gift-Angebot handelten.
Davids Libretto La forza della virtù wurde erstmals 1692 von Carlo Pollarolo für Venedig vertont. Es wurde von einigen Mitgliedern der Accademia dell’Arcadia gerühmt und anschließend auch von anderen Komponisten genutzt, darunter 1694 Giacomo Antonio Perti in Bologna. 1699 wurde Pollarolas Oper unter dem Namen Creonte tiranno di Tebe mit Arien von Alessandro Scarlatti in Neapel aufgeführt. Metastasio kannte diese Fassungen und verwendete Elemente daraus für seine Bearbeitungen. Unabhängig von David wurde die Geschichte Peters des Grausamen auch von einigen französischen Autoren verarbeitet, so von Charles Regnault in der Tragikomödie Blanche de Bourbon, reyne d’Espagne (1641), von Pierre de Belloy in der Tragödie Pierre le cruel (1772) und von Voltaire in der Tragödie Dom Pèdre, roi de Castille (1775).
1725 überarbeitete Metastasio den Text für eine Vertonung von Nicola Antonio Porpora, die am 26. Dezember gleichzeitig in Mailand und Venedig aufgeführt wurde. Er verstärkte die Charakterisierungen, „die Untreue des Syphax, die Beständigkeit der Viriate, de[n] Ehrgeitz der Ismenen, und das großmütige Bezeigen des Orcan“, weiter. Außerdem entfernte er den in der Erstfassung noch enthaltenen Mordanschlag Ismenes auf Viriate und sorgte so für einen überzeugenderen Schluss der Oper. Diese beiden Porpora-Fassungen unterscheiden sich geringfügig. Die in Mailand aufgeführte Oper ist stärker bearbeitet und enthält auch Ersatzarien aus älteren Opern Porporas. Während Porpora der Aufführung in Mailand beiwohnte, besuchte Metastasio zusammen mit Nicola Grimaldi und Marianna Benti Bulgarelli, den Hauptdarstellern der Erstfassung Francesco Feos von 1723, die Premiere in Venedig.

## Vertonungen
Folgende Komponisten legten dieses Libretto einer Oper zugrunde:
| Komponist                    | Uraufführung                                                                                       | Aufführungsort    | Anmerkungen |  |
| ---------------------------- | -------------------------------------------------------------------------------------------------- | ----------------- | --- |  |
| Francesco Feo                | 13. Mai 1723, Teatro San Bartolomeo                                                                | Neapel            | |  |
| Nicola Antonio Porpora       | 26. Dezember 1725, Teatro Regio Ducale                                                             | Mailand           | erste Fassung; am selben Tag auch im Teatro San Giovanni Crisostomo in Venedig; deutsche Fassung als Syphax übersetzt von Johann Philipp Praetorius mit Rezitativen von Georg Philipp Telemann (TWV 22:4) 1727 in der Oper am Gänsemarkt in Hamburg |  |
| Giovanni Nicola Ranieri Redi | Sommer 1729, Teatro Cocomero                                                                       | Florenz           | |  |
| Nicola Antonio Porpora       | 2. Juli 1730, Teatro Capranica                                                                     | Rom               | zweite Fassung, mit Intermezzi von Michele De Falco |  |
| Giuseppe Maria Nelvi         | Januar 1732                                                                                        | Frankfurt am Main | |  |
| Giuseppe Sellitto            | 4. Dezember 1734, Teatro San Bartolomeo (laut Angabe im Libretto, laut Corago im Teatro San Carlo) | Neapel            | Pasticcio mit Musik von Leonardo Vinci, Nicola Antonio Porpora, Geminiano Giacomelli, Johann Adolph Hasse und anderen |  |
| Leonardo Leo                 | 11. Mai 1737, Teatro Malvezzi                                                                      | Bologna           | Neufassung als Pasticcio Viriate im Sommer 1740 in Pistoia; auch im Herbst 1740 im Teatro Pubblico in Lucca; im Frühling 1745 im Teatro Ducale in Parma                                                                                             |  |
| Giovanni Battista Mele       | Karneval 1737, Teatro de los Caños del Peral                                                       | Madrid            | in zwei Akten als Amor constancia y mujer |  |
| Johann Adolph Hasse          | 24. Januar 1739, Teatro San Giovanni Crisostomo                                                    | Venedig           | Libretto bearbeitet von Domenico Lalli als Viriate |  |
| Francesco Maggiore           | 10. Oktober 1744, Teatro Manfredini                                                                | Rovigo            | |  |
| Gioacchino Cocchi            | 30. Mai 1748, Teatro San Carlo                                                                     | Neapel            | |  |
| Ignazio Fiorillo             | Sommermesse 1752, Hoftheater                                                                       | Braunschweig      | |  |
| Domenico Fischietti          | Himmelfahrtsmesse 1761, Teatro Sant’Angelo                                                         | Venedig           | |  |
| Michelangelo Valentini       | Karneval 1761, Teatro Omodeo                                                                       | Pavia             | als La Viriate |  |
| Baldassare Galuppi           | 19. Mai 1762, Teatro San Salvatore                                                                 | Venedig           | als Viriate |  |

## Digitalisate
1. 1 2 3  Libretto (deutsch) der Oper von Nicola Porpora, Hamburg 1727 als Digitalisat bei der Staatsbibliothek zu Berlin.
2. ↑  Libretto (italienisch)  der Oper von Nicola Porpora, Mailand 1725. Digitalisat im Corago-Informationssystem der Universität Bologna.
3. ↑  Libretto (italienisch) der Oper von Giovanni Nicola Ranieri Redi, Florenz 1729 als Digitalisat im Museo internazionale e biblioteca della musica di Bologna.
4. ↑  Libretto (italienisch/deutsch) der Oper von Giuseppe Maria Nelvi, Frankfurt 1732 als Digitalisat bei der Goethe-Universität Frankfurt am Main.
5. ↑  Siface (Various). Partitur. Digitalisat beim International Music Score Library Project.
6. ↑  Libretto (italienisch)  der Oper von Leonardo Leo, Bologna 1737. Digitalisat im Corago-Informationssystem der Universität Bologna.
7. ↑  Libretto (italienisch) der Oper von Leonardo Leo, Pistoia 1740 als Digitalisat im Museo internazionale e biblioteca della musica di Bologna.
8. ↑  Libretto (italienisch) der Oper von Johann Adolph Hasse, Venedig 1739 als Digitalisat im Museo internazionale e biblioteca della musica di Bologna.
9. ↑  Libretto (italienisch) der Oper von Francesco Maggiore, Rovigo 1744 als Digitalisat im Museo internazionale e biblioteca della musica di Bologna.
10. ↑  Libretto (italienisch)  der Oper von Gioacchino Cocchi, Neapel 1748. Digitalisat im Corago-Informationssystem der Universität Bologna.
11. ↑  Libretto (italienisch) der Oper von Baldassare Galuppi, Venedig 1762 als Digitalisat im Museo internazionale e biblioteca della musica di Bologna.